# Kottayam
Kottayam (malayâlam : കോട്ടയം) une ville de l'État du Kerala en Inde, chef-lieu du district homonyme.

## Géographie
Kottayam est encadrée par les ghâts occidentaux à l'est, et le lac Vembanad et les rizières de Kuttanad à l'ouest. Avec ses lacs panoramiques, ses rizières, ses montagnes et ses collines, Kottayam est une terre aux caractéristiques uniques.

## Économie
Les grandes plantations de caoutchouc, des lieux chargés de légendes et un peuple très instruit ont donné à la zone de Kottayam le titre enviable de « terre des lettres, des légendes, du latex et des lacs ».
La ville de Kottayam est la première ville en Inde à avoir atteint un taux d'instruction de 100 % (un exploit réalisé dès 1989).
C'est également le siège du quotidien Malayala Manorama.

## Personnalités
- Jose Prakash (1925-2012), acteur et chanteur.